# Rio Argestru (Bistricioara)
O Rio Argestru é um rio da Romênia afluente do rio Bistricioara, localizado no distrito de Harghita.